# Christophe Perton
Pour les articles homonymes, voir Perton.
Christophe Perton est un metteur en scène de théâtre français né le 12 décembre 1964 à Lyon où il fonde sa compagnie en 1987. 

## Biographie
Dès les premières années il s’investit dans la découverte des écritures contemporaines, les commandes de traduction de textes inédits et les commandes d’écriture. De 1989 à 1992 il est artiste associé au Théâtre de Vénissieux dans la banlieue de Lyon. De 1993 à 1998 il est artiste associé, à l’invitation de Francis Auriac qui dirige le théâtre de Privas. Il implante sa compagnie en Ardèche et partage son activité de création entre une présence nationale et un important travail de créations itinérantes décentralisées dans les villages ruraux de la totalité des cantons de l’Ardèche : le «Théâtre de parole».
Il met un terme en 1998 à l’aventure ardéchoise et dépose en 1999 une première candidature pour la direction d’un lieu où il expose les bases de son projet souhaitant ainsi mettre en œuvre : « (…) un lieu impliquant le développement des outils de production et donnant la possibilité aux équipes de répéter et créer de bout en bout un spectacle (…) un lieu ouvert sur la diversité des langues, au sens où il se donne les moyens d’une attention particulière aux œuvres et aux équipes étrangères, à la production de commandes, de textes contemporains par la présence concrète et permanente d’un auteur (…) 
Il écarte en 2000 une proposition du Ministère de la Culture pour la direction d’une institution et choisit d’accepter la demande de Philippe Delaigue de le rejoindre à Valence auprès duquel il détaille les orientations qui lui importent. Christophe Perton est alors nommé par Catherine Tasca en janvier 2001, à la co-direction de la Comédie de Valence qui devient à cette occasion Centre dramatique national Drôme Ardèche, mais n’accèdera dans les faits à la gérance qu’à partir de mai 2002. De 2001 à 2009 il développe, d’abord en binôme puis seul, un projet singulier, fondé sur la présence permanente d’artistes et le partage de l’outil. À la suite d’un rapport d’inspection en 2006 il est confirmé pour un nouveau mandat et prolonge seul ce travail avec une large ouverture à l’Europe et à la création contemporaine.
En 2009 il écarte la proposition d’un nouveau mandat et choisit de fonder avec le soutien de l’État et des collectivités, une nouvelle structure indépendante : Scènes&Cités, prolongeant ainsi un travail de création toujours centré sur les écritures contemporaines. 
Il débute parallèlement un travail d’écriture de plusieurs scénarios avec le soutien des collectivités et du CNC et réalise en 2013 un premier moyen métrage.

## Mises en scène

### Théâtre
- 1988 : Play Strindberg de Friedrich Dürrenmatt
- 1989 : Architruc de Robert Pinget
- 1990 : Roulette d'escroc d'Harald Mueller (de)
- 1991 : L'Anglais de Jakob Lenz
- 1992 : L'Exil de Jacob de Philippe Delaigue
- 1993 : Une vie violente d'après Pier Paolo Pasolini, Théâtre de Parole
- 1993 : Porcherie de Pier Paolo Pasolini, Théâtre de Privas
- 1994 : Conversation sur la montagne d'Eugène Durif, Théâtre de Parole
- 1994 : Les Soldats de Jakob Lenz, Théâtre de Privas, Théâtre de Sartrouville
- 1995 : Paria d'August Strindberg, Théâtre de Parole
- 1995 : Faust de Nikolaus Lenau, Théâtre de Gennevilliers, Festival de Berlin
- 1995 : Affabulazione de Pier Paolo Pasolini, Théâtre de Gennevilliers
- 1996 : Le Naufrage du Titanic d'Hans Magnus Enzensberger, Théâtre de Parole
- 1996 : La Condition des soies d'Annie Zadek, Théâtre de Gennevilliers
- 1997 : Mon Isménie d'Eugène Labiche, Théâtre de Parole
- 1997 : Médée et les Phéniciennes de Sénèque, TNP Villeurbanne
- 1998 : Les Gens déraisonnables sont en voie de disparition de Peter Handke, Maison de la Culture de Bourges, Théâtre national de la Colline
- 1999 : La Chair empoisonnée de Franz Xaver Kroetz, Théâtre des Abbesses
- 2000 : Quatorze Isbas rouges d'Andreï Platonov, Théâtre national de la Colline

### Comédie de Valence
- 2001 : Lear d'Edward Bond, Théâtre de la Ville
- 2002 : Notes de cuisine de Rodrigo García, TNP Villeurbanne
- 2002 : Monsieur Kolpert de David Gieselmann (de), Théâtre du Rond-Point en 2007
- 2003 : Woyzeck de Georg Büchner, Théâtre des Célestins
- 2003 : Préparatifs pour l'immortalité de Peter Handke
- 2004 : Douleur au membre fantôme d'Annie Zadek
- 2004 : Le Belvédère d'Ödön von Horváth, Théâtre de la Ville
- 2005 : L'Enfant froid de Marius von Mayenburg, Théâtre du Rond-Point
- 2005 : Hilda de Marie NDiaye, Théâtre du Rond-Point en 2006
- 2006 : Acte de Lars Noren, Théâtre des Célestins en 2008, Théâtre de l’Est Parisien en 2009
- 2006 : Les Troyennes de Sénèque, Festival d'Alba-la-Romaine
- 2007 : Hop là, nous vivons ! d'Ernst Toller, Théâtre de la Ville, TNP Villeurbanne
- 2007 : La Nuit est mère du jour de Lars Noren
- 2008 : L'Annonce faite à Marie de Paul Claudel, Festival d'Alba-la-Romaine
- 2008 : La Dernière Bande suivi de Jusqu'à ce que le jour vous sépare, collage à partir des textes La Dernière Bande de Samuel Beckett, Jusqu'à ce que le jour vous sépare ou une question de lumière de Peter Handke
- 2009 : Roberto Zucco de Bernard-Marie Koltès
- 2009 : Le Procès de Bill Clinton de Lancelot Hamelin

### Scènes&Cités
- 2010 : La Folie d'Héraclès d'Euripide, Comédie-Française au Théâtre du Vieux-Colombier
- 2010 : Nothing Human de Marie NDiaye, New York Theatre Workshop, New York
- 2011 : Les Grandes personnes de Marie NDiaye, Théâtre national de la Colline
- 2012 : Souterrainblues de Peter Handke, Théâtre National de Nice, Théâtre du Rond-Point
- 2013 : La Femme gauchère de Peter Handke, TNP Villeurbanne, Théâtre National de Nice, Théâtre du Rond-Point
- 2014 : Une vitalité désespérée, montage d’après Pier Paolo Pasolini, Festival du Printemps de Comédiens à Montpellier, Théâtre de l’Aquarium
- 2015 : L’Avantage avec les animaux c’est qu’ils t’aiment sans poser de question de Rodrigo Garcia, Théâtre du Rond-Point, Théâtre du Jeu de Paume
- 2016 : Une vitalité désespérée d’après Pier Paolo Pasolini – Nouvelle création, Théâtre Liberté de Toulon, Festival d’Avignon off
- 2017 : Au But de Thomas Bernhard – Théâtre Liberté de Toulon, Théâtre de Poche Montparnasse, Maison des Arts du Léman
- 2018 : Ami Malade de Nis Momme Stockmann (mise en espace) La chartreuse Villeneuve lez Avignon
- 2019 : Le Faiseur de Théâtre de Thomas Bernhard – Théâtre Liberté de Toulon, Théâtre Déjazet – Paris, Les Célestins de Lyon
- 2020 : Les Parents terribles  de Jean Cocteau, Théâtre National de Nice

### Cinéma
- 2011 : Adaptation du roman de Marie NDiaye Trois femmes puissantes. Scénario qui a bénéficié du soutien du CNC (aide à l’écriture) et de MEDIA EUROPE.
- 2013 : Un cœur éphémère, moyen métrage de 40 minutes, scénario et réalisation, avec Isabelle Carré
- 2015 : Les Territoires du silence, court métrage avec le soutien du CNC (contribution financière), avec Cosmina Stratan et Johan Libéreau

### Opéra
- 2000 : Simon Boccanegra de Giuseppe Verdi, Opéra de Nancy
- 2001 : Didon et Enée de Henry Purcell, Opéra de Genève
- 2005 : Pollicino de Hans Werner Henze, Opéra de Lyon
- 2007 : J'étais dans ma maison et j'attendais que la pluie vienne, composition Jacques Lenot d'après Jean-Luc Lagarce, Opéra de Genève
- 2014 : Don Giovanni de Wolfgang Amadeus Mozart, Atelier lyrique de l’Opéra national de Paris / MC93 de Bobigny, Maison de la culture de la Seine-Saint-Denis

## Traductions et adaptations
- Une vie violente adapté d’après Pier Paolo Pasolini
- Monsieur Kolpert David Gieslmann (traduction avec Henri Alexis Baatsch)
- Hop là nous vivons Ernst Toller (adaptation d’après la traduction de Cesar Gattegno et Béatrice Perregaux)
- Trace des égarés Peter Handke (traduction en collaboration avec Sylvia Berruti Ronelt)
- La nuit est mère du jour Lars Noren (adaptation d’après le texte français de Lucie Albertini, et Carl-Gustav Bjurstrom)
- La femme gauchère Peter Handke (adaptation d’après le roman)
- 2014 : Une vitalité désespérée – d’après Pier Paolo Pasolini
- 2017 : Ami Malade de Nis Momme Stockmann (en collaboration avec Sylvia Berutti-Ronelt)

## Scénographies
- Mon Isménie d'Eugène Labiche
- Notes de cuisine de Rodrigo García
- Monsieur Kolpert de David Gieselmann
- Woyzeck de Georg Büchner
- L'Enfant froid de Marius von Mayenburg (en collaboration avec Christian Fenouillat)
- Hilda de Marie NDiaye
- Acte de Lars Noren
- La nuit est mère du jour de Lars Noren
- Le procès de Bill Clinton de Lancelot Hamelin
- Souterrainblues de Peter Handke
- La femme gauchère de Peter Handke
- Au but de Thomas Bernhard (en collaboration avec Barbara Creutz)
- Le Faiseur de théâtre de Thomas Bernhard (en collaboration avec Barbara Creutz)

## Prix et récompenses
- 2008 : Nomination aux Molières « meilleur spectacle public » pour Hop là, nous vivons !
- 2008 : Prix Georges-Lerminier du Syndicat de la critique pour Hop là, nous vivons !